# 캡틴 언더팬츠: 코찔찔이 로봇 소년과의 격투
《캡틴 언더팬츠: 코찔찔이 로봇 소년과의 격투》(영어: Captain Underpants and the Big, Bad Battle of the Bionic Booger Boy)는 대브 필키의 2003년작 소설이다.

## 줄거리
Wow 그래픽노블 시리즈. 대브 필키는 보물창고 'Wow 그래픽노블' 시리즈의 시작을 알린 <도그맨> 시리즈로 아이들에게 친숙한 작가이다. 대브 필키는 일찍이 그림책으로 칼데콧 상을 수상하며 작품성을 인정받았고, 풍부한 상상력과 재치 있는 (글+그림)으로 ‘아동용 그래픽노블’ 장르를 개척하여 전 세계 독자들에게 큰 사랑을 받아 왔다. 그는 기발한 발상과 예측을 벗어나는 전개 능력을 마음껏 뽐내며, 책이라는 그릇에 담을 수 있는 최대치의 즐거움으로 무장한 채 독자들에게 다가온다.
이 책의 또 하나의 매력은 바로 아이부터 어른까지 모두 함께 즐기며 공감할 수 있는 그래픽노블이라는 점이다. 상상을 초월하는 말썽으로 한 치 앞도 예측할 수 없는 장난을 일삼아 매사 크러프 교장 선생님을 머리끝까지 화나게 만드는 두 주인공, 조지와 해럴드는 쉴 새 없이 독자들을 배꼽 잡게 만든다. 대브 필키가 이들을 통해 전하고자 하는 메시지는 단 하나이다. 바로 “누구나 자유와 웃음을 가져야 한다.”는 것이다.